# Gimingham
Gimingham är en ort och civil parish i Storbritannien.   Den ligger i grevskapet Norfolk och riksdelen England, i den sydöstra delen av landet, 180 km nordost om huvudstaden London. Gimingham ligger 30 meter över havet och antalet invånare är 462.
Terrängen runt Gimingham är platt. Havet är nära Gimingham åt nordost. Runt Gimingham är det ganska tätbefolkat, med 104 invånare per kvadratkilometer. Närmaste större samhälle är North Walsham, 6,1 km söder om Gimingham. Trakten runt Gimingham består till största delen av jordbruksmark.